# Kateřina Nash
Kateřina Nash (nascuda com Kateřina Hanušová, Prachatice, 9 de desembre de 1977) és una esportista txeca que competeix en ciclisme en les modalitats de ciclisme de muntanya (camp a través) i ciclocròs.
Va guanyar tres medalles al Campionat Mundial de Ciclisme de Muntanya, entre els anys 2010 i 2016, i dues medalles al Campionat Europeu de Ciclisme de Muntanya, en els anys 2007 i 2013.
En ciclocròs va obtenir dues medalles de bronze al Campionat Mundial de Ciclocròs, als anys 2011 i 2017.
També ha competit en esquí de fons arribant a participar en dues edicions dels Jocs Olímpics d'Hivern.

## Palmarès en ciclocròs
- 2009-2010
  -  Campiona de Txèquia en ciclocròs
- 2010-2011
  -  Campiona de Txèquia en ciclocròs
- 2014-2015
  -  Campiona de Txèquia en ciclocròs

## Palmarès en ciclisme de muntanya
- 2001
  -  Campiona de Txèquia en Camp a través
- 2007
  -  Campiona de Txèquia en Camp a través
- 2010
  -  Campiona de Txèquia en Camp a través
- 2017
  -  Campiona de Txèquia en Camp a través